# Alekszandr Saronov
Alekszandr Markovics Saronov (Алекса́ндр Ма́ркович Шаро́нов, Soksa, 1942. február 18. –) más néven Saronony Szandra (Шарононь Сандра) mordvin költő, prózaíró, folklorista, a finnugor nyelvek filológusa. Kutatási és érdeklődési területei: az erza és moksa nép (a mordvinok két csoportja) történelme, mitológiája és folklórja. Az 1994-ben alapított Erzjany Masztor újság első főszerkesztője volt.

## Művei
- Masztorava, a mordvin mitológián alapuló elbeszélő költemény, melyet 1994-ben írt erza nyelven; moksa, orosz és magyar nyelvre is lefordították
- Устно-поэтическое творчество мордовского народа (1977)
- На земле Инешкипаза (2006)
- Мордовский героический эпос (2001)
- Эрзя, Меря, Русь в историографии России (2013)
- Потехония (science fiction regény, 2012)
- Планета Эра (versek és próza, 2014)

## Díjai
- 1997: a Matthias Castrén Társaság irodalmi díja (Finnország)[1]
- 1996: Mordvinföld Állami Díja (Oroszország)[1]